# Chiparos de baltă
Chiparosul de baltă (Taxodium distichum) este un conifer cu frunza căzătoare din familia Cupressaceae. Este originar din sud-estul Statelor Unite. Acest copac rezistent se poate adapta la o gamă largă de tipuri de sol, fie el umed, sărat, uscat sau mlăștinos. Este remarcat pentru culoarea roșie-ruginie a acelor sale toamna.
Această plantă are și soiuri cultivate și este adesea folosită în spațiile publice.
Chiparosul de baltă a fost desemnat în 1963 arborele oficial al statului Louisiana.

## Descriere

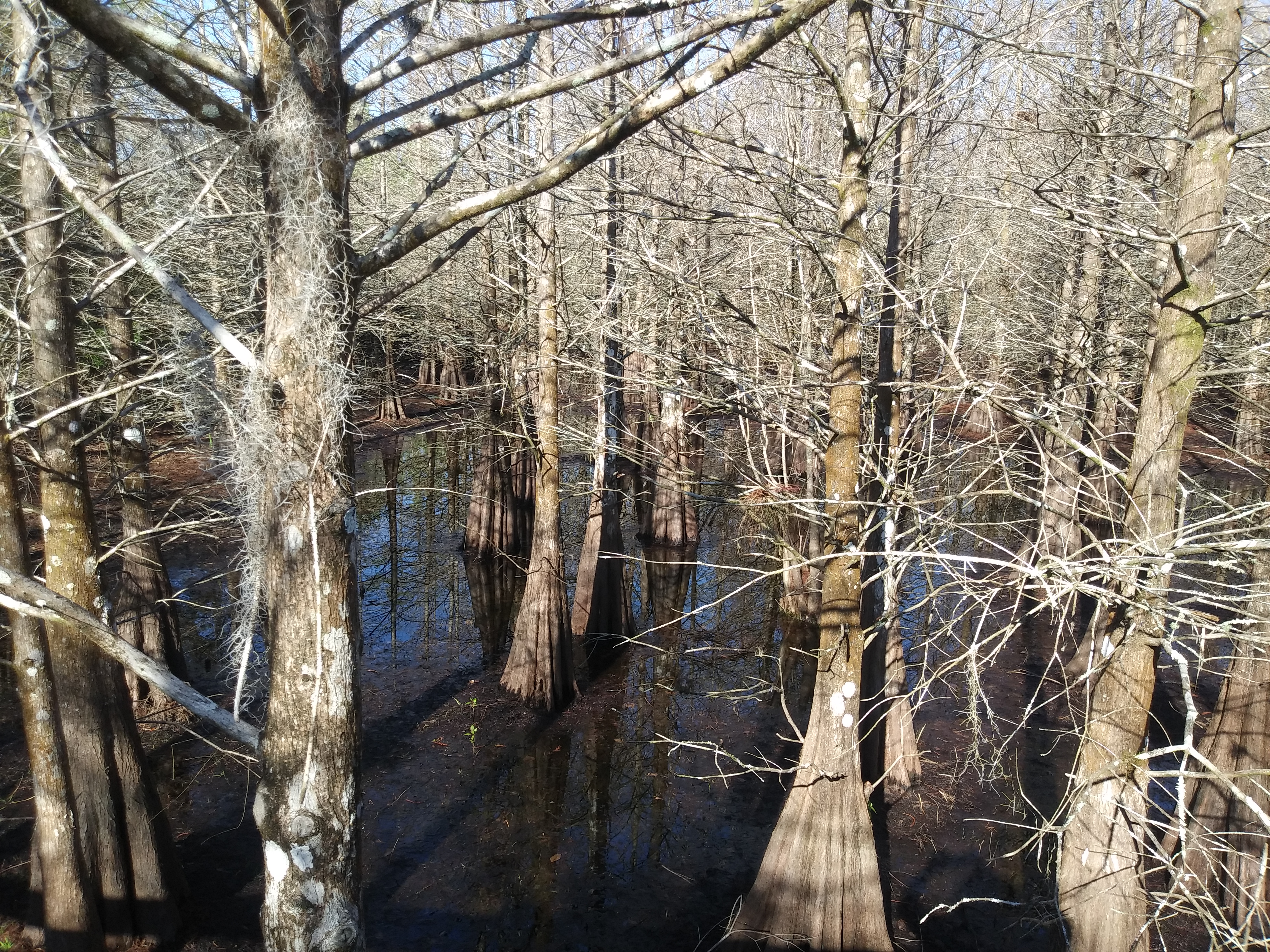
Crâng de chiparoși iarna

Taxodium distichum este un copac mare, cu creștere lentă și cu viață lungă. De obicei atinge înălțimi de 10-40 m și are un diametru al trunchiului de 0,9-1,8.
Scoarța este maro-cenușiu până la maro-roșcat, subțire și fibroasă, cu o textură ațoasă; are un model împletit pe verticală de creste puțin înalte și brazde înguste.
Frunzele aciforme sunt de 1,3-1,9 cm lungime și sunt simple, alterne, verzi și liniare, cu margini întregi. Toamna, frunzele devin galbene sau roșii-arămii. Chiparosului de baltă îi cad acele în fiecare toamnă.
Cel mai înalt exemplar cunoscut, de lângă Williamsburg, Virginia, are 44,11 m înălțime și cel mai robust cunoscut, în comitatul Real, lângă Leakey, Texas, are o circumferință de 12,06 m. The National Champion Bald Cypress este recunoscut ca cel mai mare membru al speciei sale din țară și este înscris ca atare în Registrul național al arborilor campioni de către American Forest. The Natonal Champion Bald Cypress se află în rezervația Cat Island Nation, lângă St. Francisville, Louisiana, și este de 29 m înălțime, 17 m circumferință și se estimează că are circa 1.500 de ani. Cel mai bătrân exemplar în viață cunoscut, găsit lângă Black River în Carolina de Nord, are cel puțin 2.624 de ani, ceea ce îl face cel mai bătrân copac viu din estul Americii de Nord.
Senator, un chiparos de baltă de lângă Sanford, Florida, avea 50 m înălțime înainte de uraganul din 1925, când a pierdut aproximativ 12 m înălțime. Avea o circumferință de 14 m și un diametru de 5,3 m și se estimează că are 3.500 de ani. A fost incendiat de vandali în 2012.
„Big Dan” este unul dintre cele mai bătrâne exemplare vii și se găsește lângă High Springs, Florida, la Camp Kulaqua. Se estimează că avea 2.704 de ani în 2020. Crește în mlaștina Hornsby Spring și are o circumferință de peste 10 m.

## Galerie

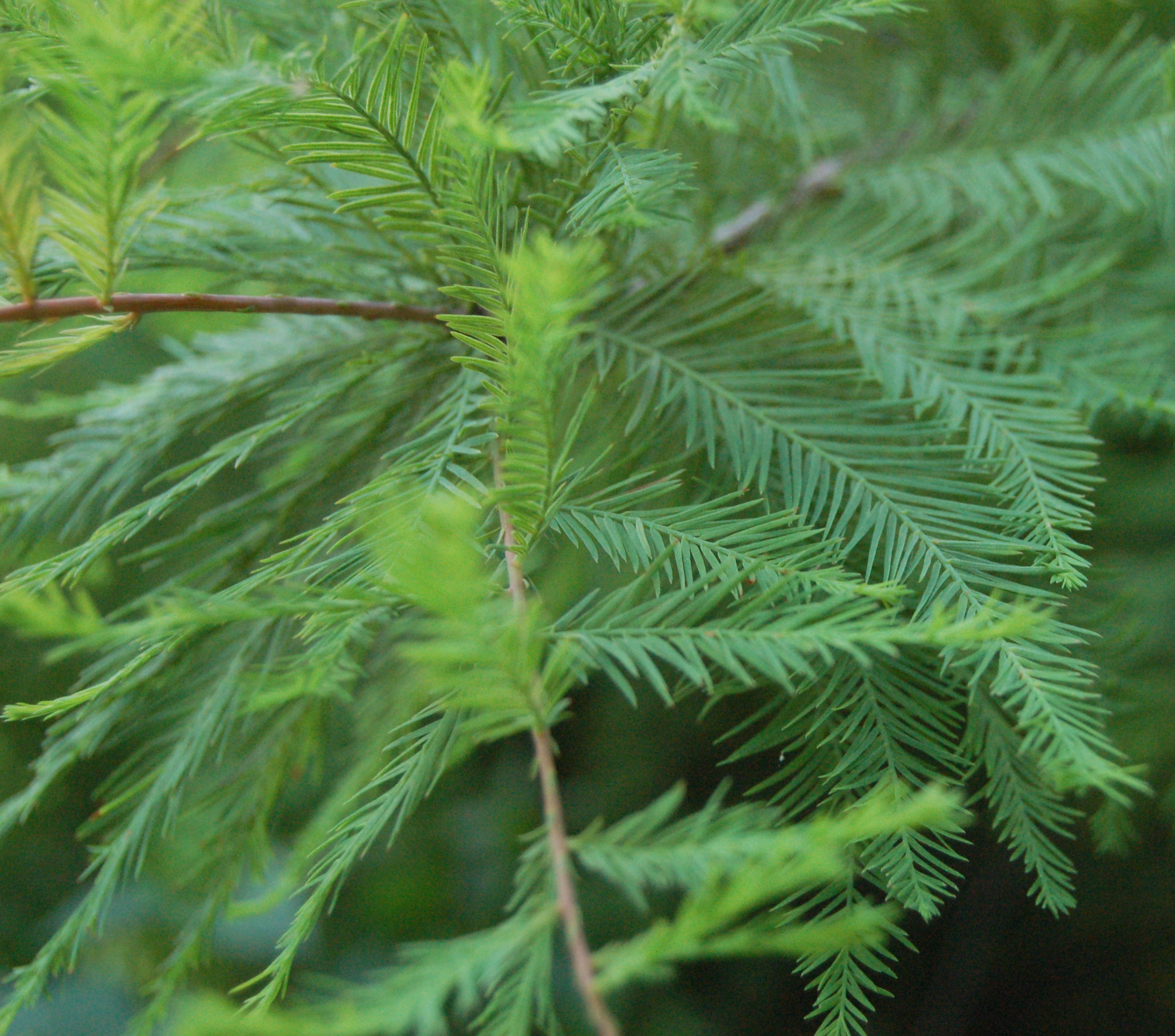
Frunziş
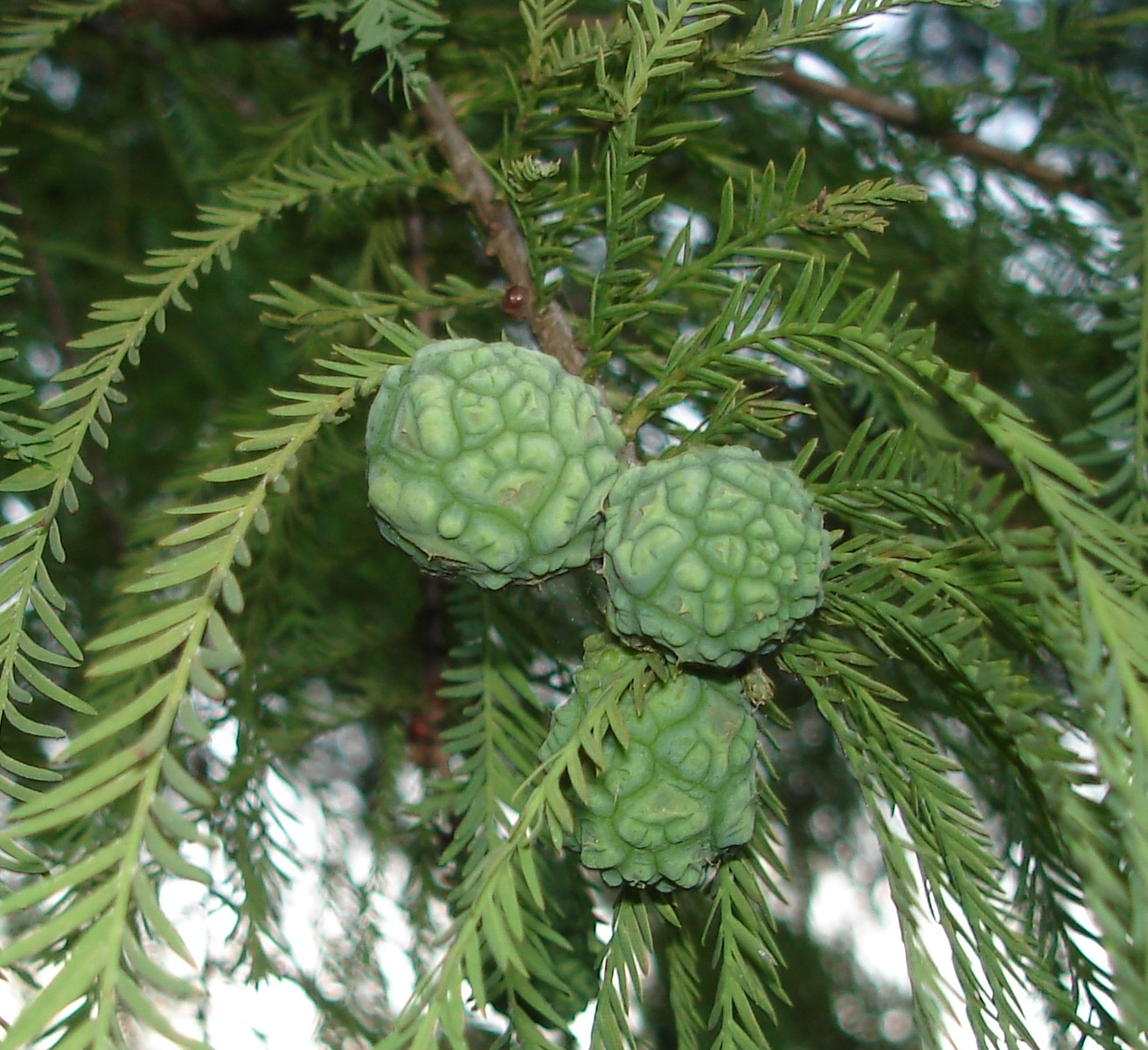
Conuri
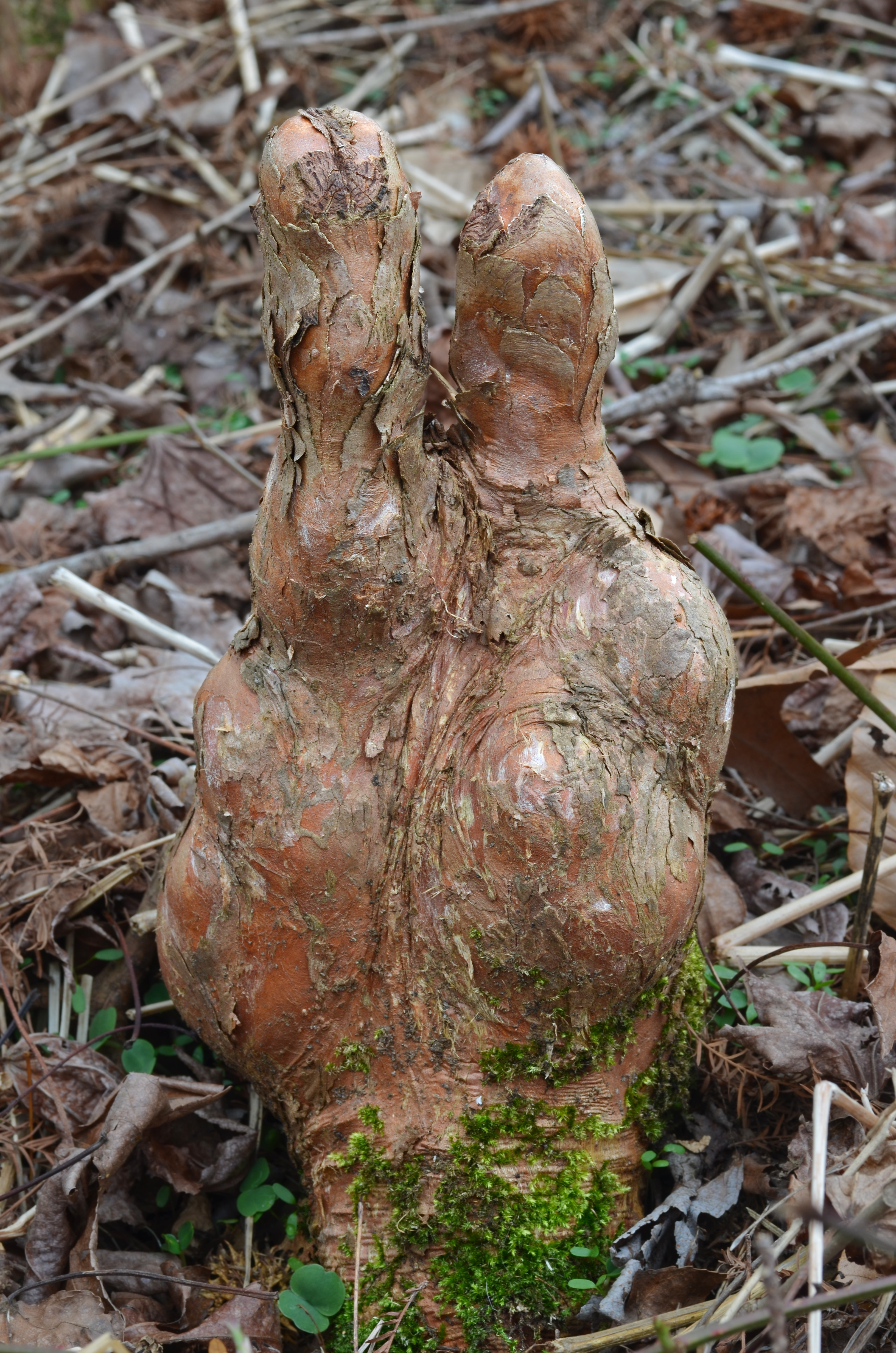
genunchi
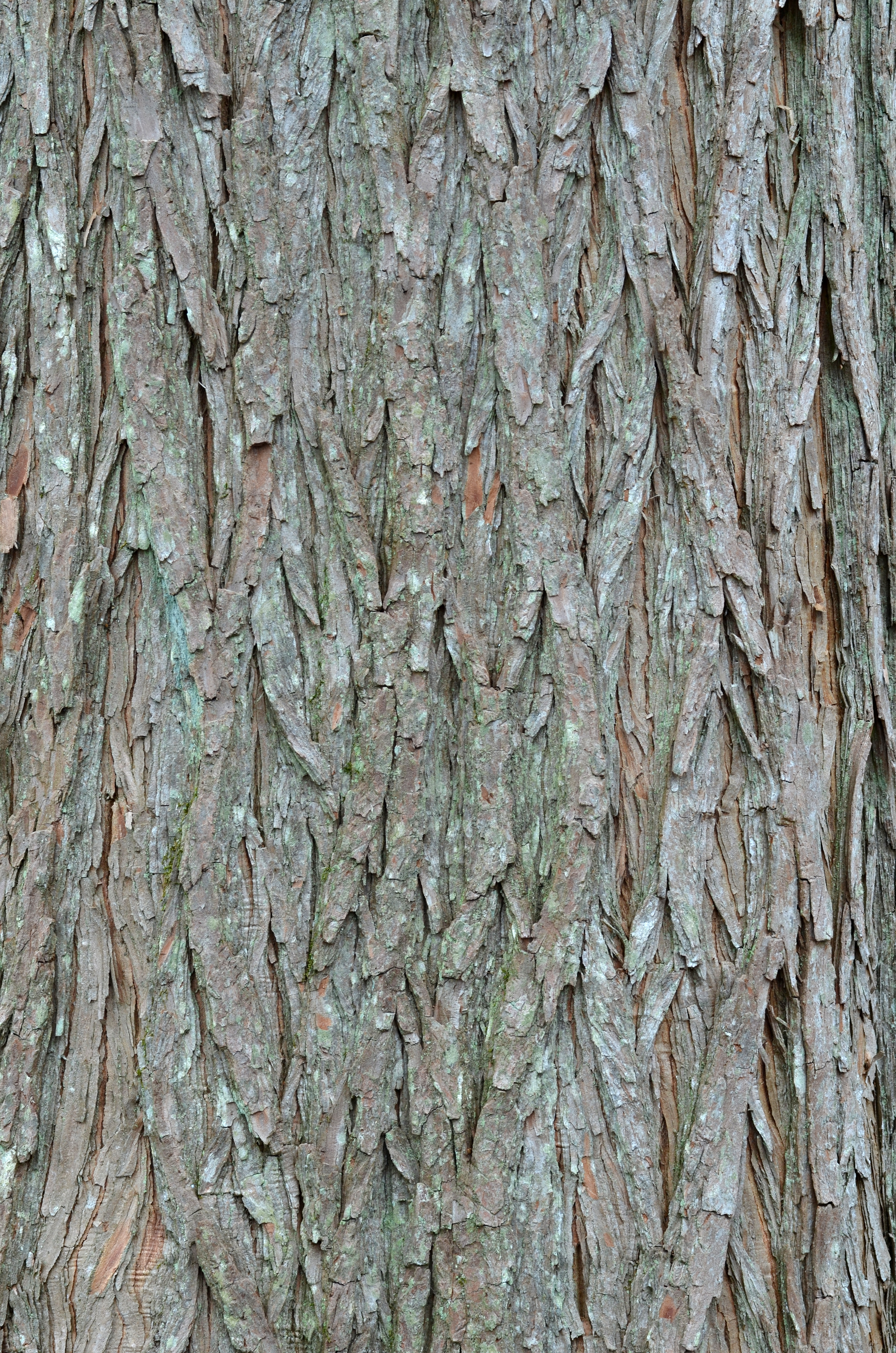
Scoarță
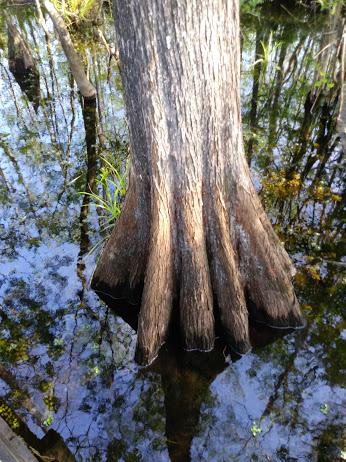
Detaliu al trunchiului inferior și al contraforturilor
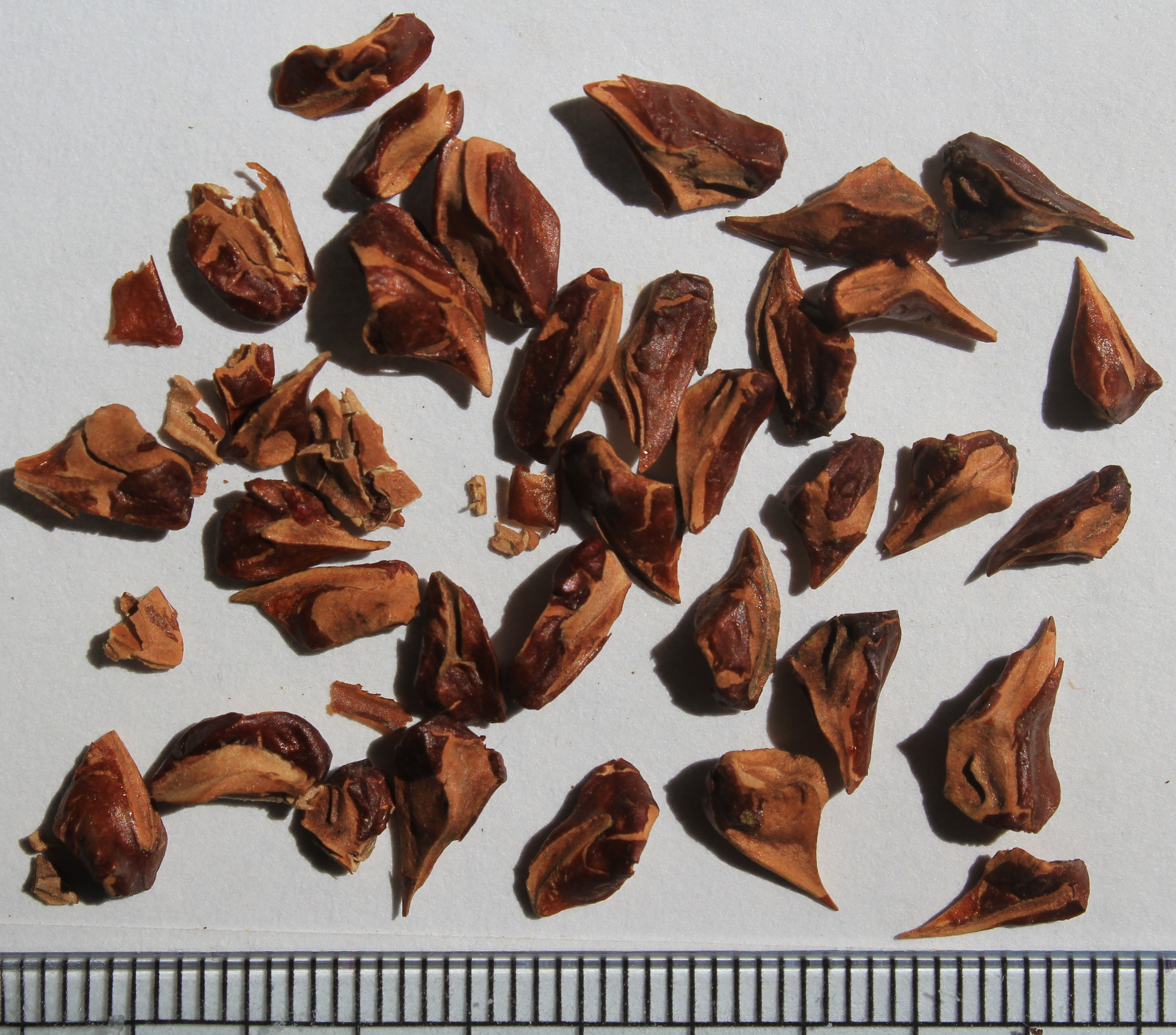
Semințe

## Habitat și răspândire

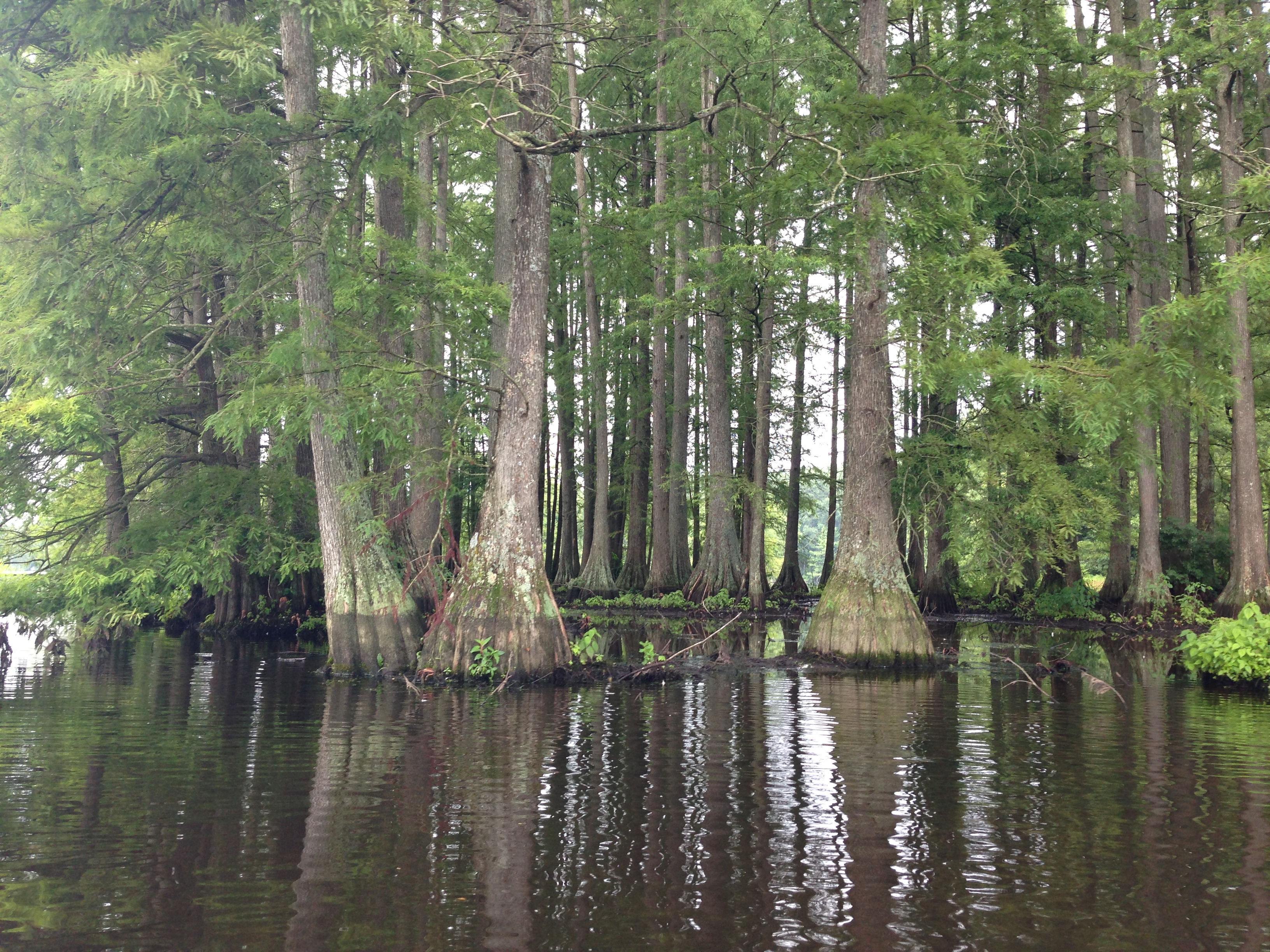
Chiparos de baltă în Parcul de stat Trap Pond, Delaware

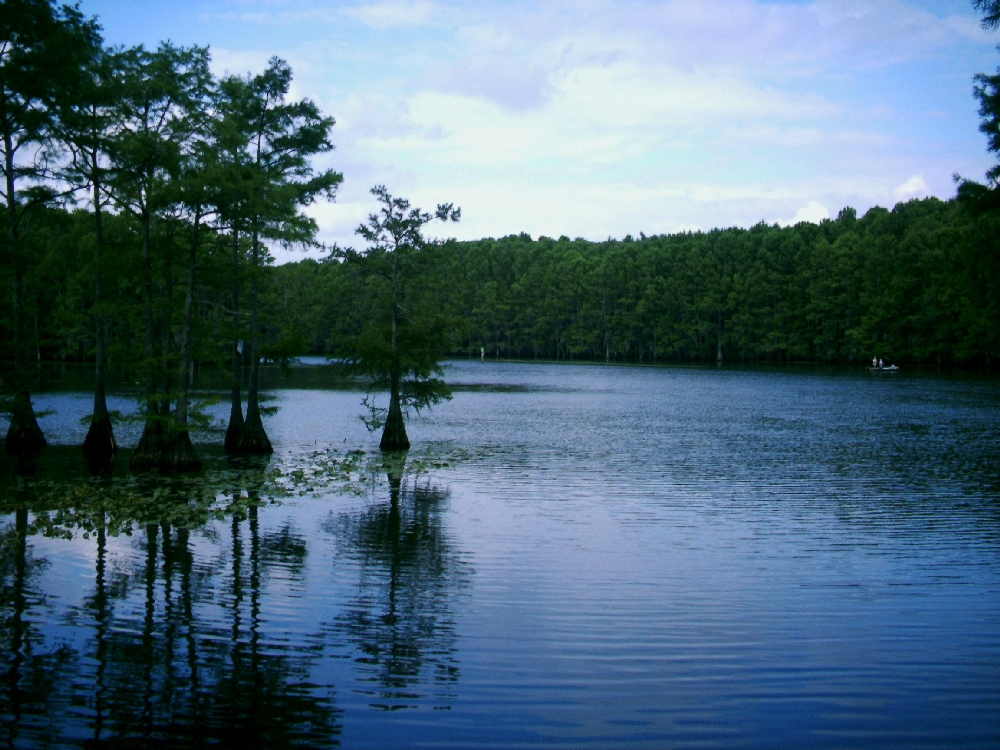
Chiparos de baltă pe partea texană a lacului Caddo

Arealul nativ se întinde din sud-estul New Jersey până la Florida și la vest până în Texasul Central și sud-estul Oklahomei și, în interior, de-a lungul fluviului Mississippi. Pădurile străvechi de chiparoși de baltă, cu unii copaci având peste 1.700 de ani, dominau odinioară mlaștinile din sud-estul Statelor Unite. Specia poate fi văzută crescând și în afara arealului său natural, în New York și Pennsylvania.

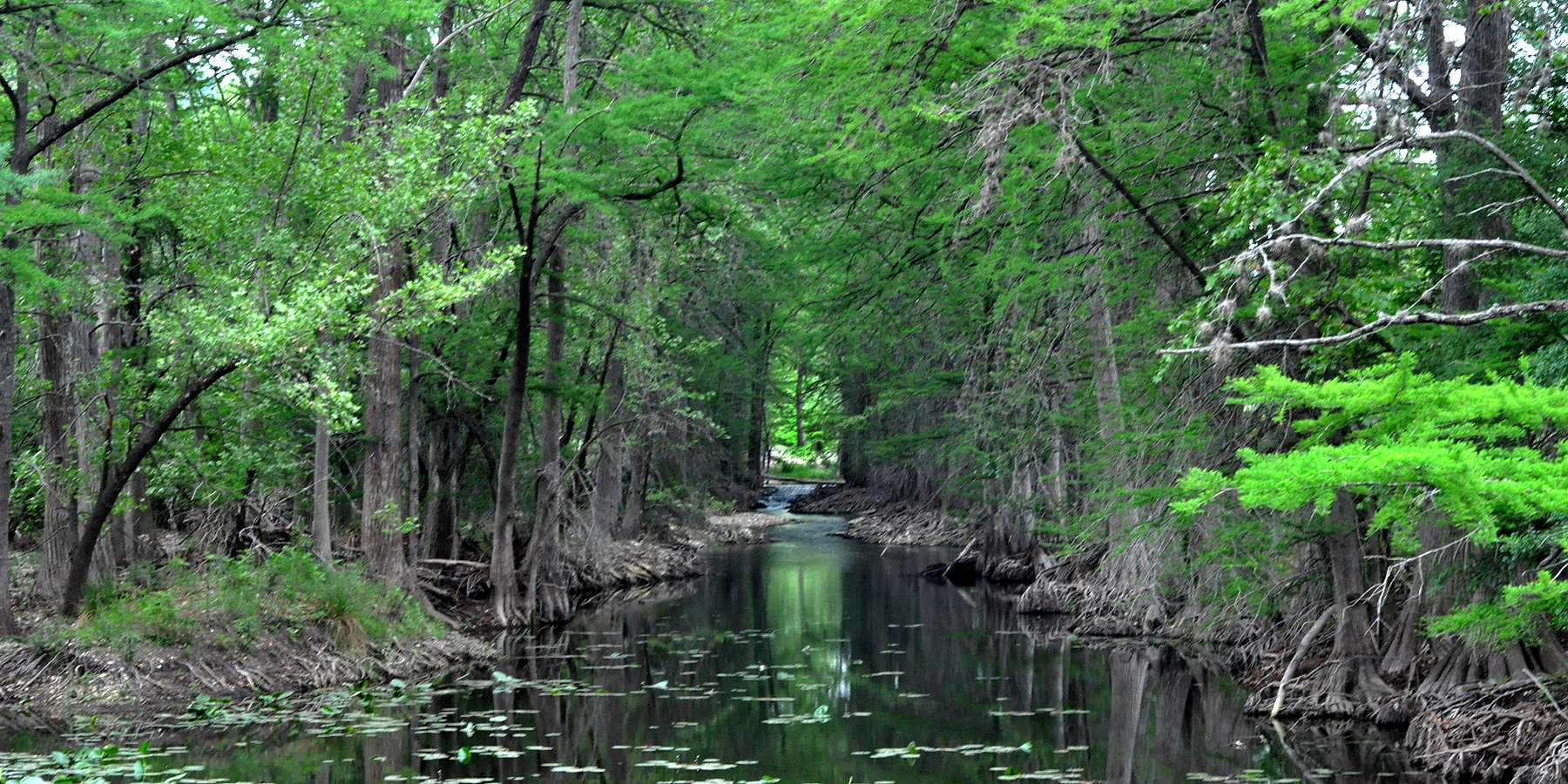
Chiparosul de baltă care crește în apropierea limitei vestice a arealului său pe râul Guadalupe, în platoul semiarid Edwards, comitatul Kerr, Texas (14 aprilie 2012)

Această specie crește în climatele umede, unde precipitațiile anuale variază de la aproximativ 760 mm în Texasul central până la 1630 mm de-a lungul coastei Golfului Mexic. Deși crește cel mai bine în climate calde, limita naturală nordică a speciei nu se datorează lipsei de rezistență la frig, ci cerințelor specifice de reproducere: mai la nord, puieții vătămați de gheață. Copacii mai mari sunt capabili să tolereze temperaturi mult mai scăzute și umiditate mai scăzută. 

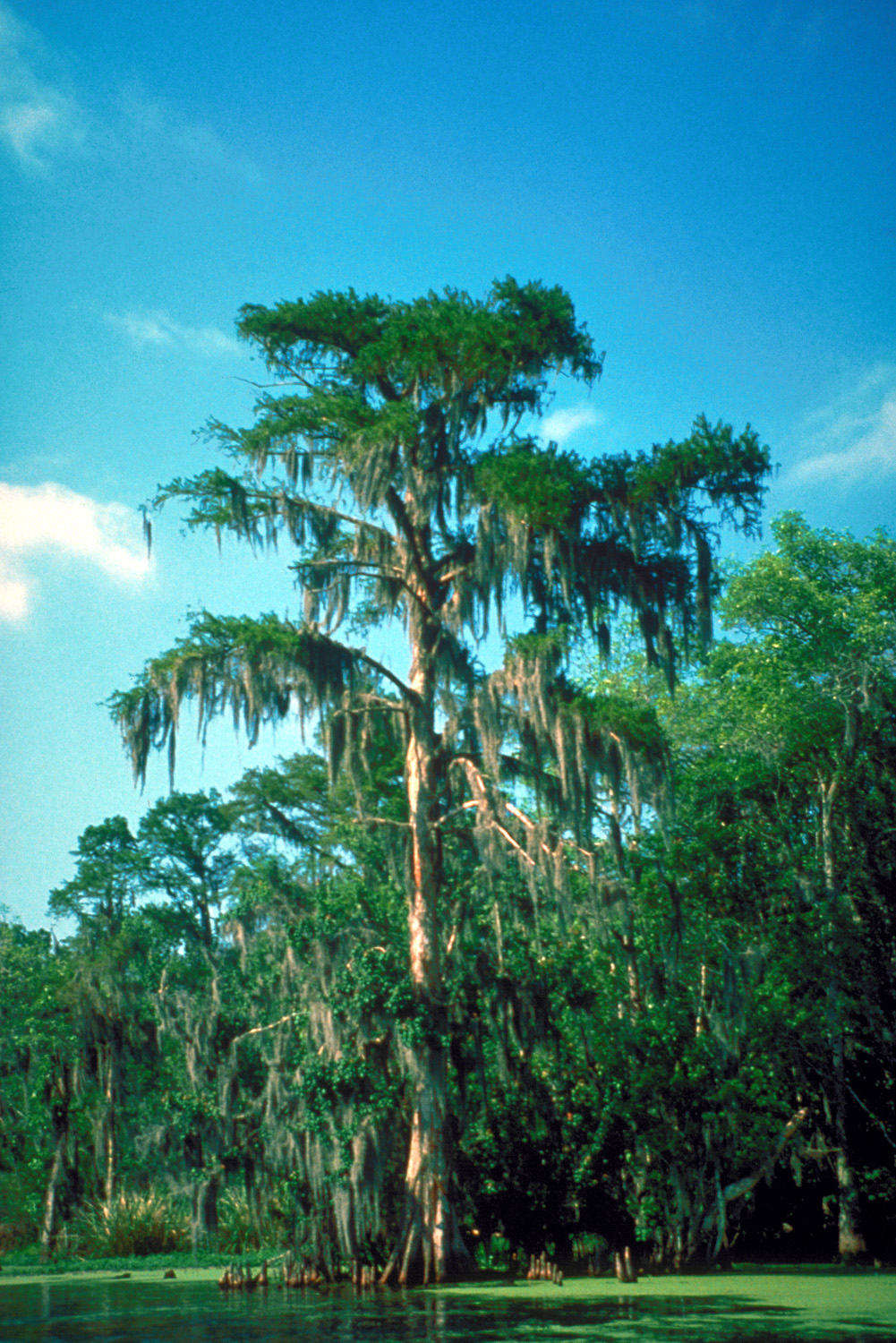
Un chiparos de baltă în bazinul Atchafalaya din Louisiana

## Cultivare și utilizări

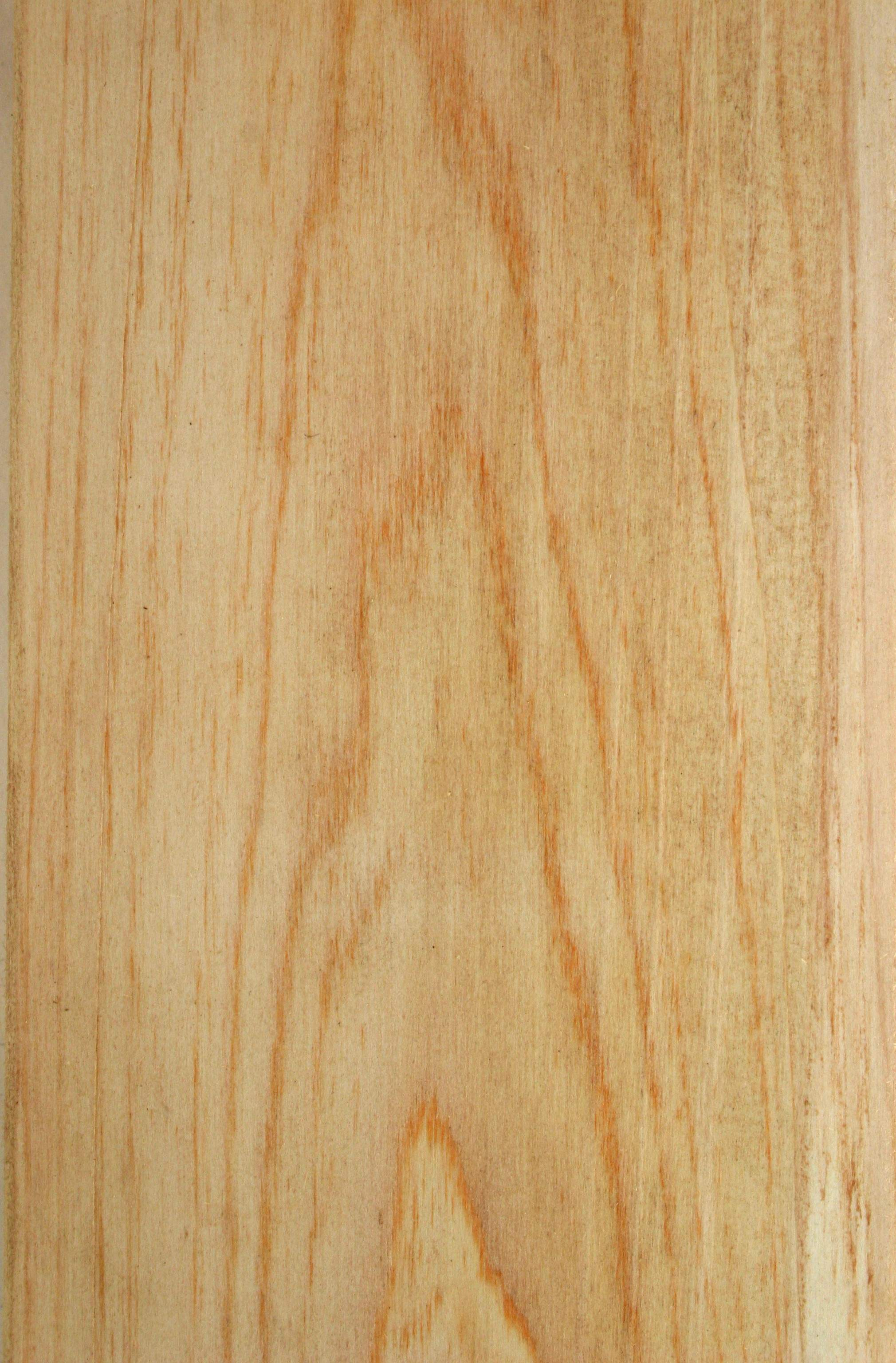
Lemn

Chiparosul de baltă este rezistent și poate fi plantat în SUA în zonele de rezistență 4 până la 10. Specia este un arbore ornamental popular, care este cultivat pentru frunzișul său ușor, penat și culorile tomnatice vii. În cultură, crește pe o gamă largă de soluri, inclusiv locuri uscate unde nu ar crește în mod natural, deoarece puieții nu pot concura cu alte plante. Cultivarea are succes la nord de areal său autohton, chiar și în sudul Canadei. De asemenea, este larg răspândit în cultură în Europa, Asia și alte zone temperate și subtropicale. Cu toate acestea, necesită veri fierbinți pentru o creștere bună.
Când este plantat în locuri cu verile răcoroase ale climatului oceanic, creșterea este sănătoasă, dar foarte lentă; unele exemplare din nord-estul Angliei au crescut la doar 4–5 m înălțime în 50 de ani și nu produc conuri. Unul dintre cele mai vechi exemplare din Europa a fost plantat în anii 1900 în Arboretum de Pézanin din Burgundia, Franța. O alee de chiparoși din Louisiana a fost plantată în secolul al XVIII-lea în parcul Château de Rambouillet, la sud-vest de Paris.

## Material de construcție
În sudul Statelor Unite, lemnul inodor, care seamănă mult cu cel al altor specii de Cupressus, a fost apreciat încă din epoca colonială pentru rezistența sa la apă, făcându-l ideal pentru utilizare oriunde lemnul este expus la intemperii. În prima jumătate a secolului al XX-lea, a fost comercializat ca „The Wood Eternal” ("Lemnul Etern").